# Stand Up and Scream
Stand Up and Scream é o álbum de estreia da banda de britânica de rock Asking Alexandria. Foi lançado em 15 de setembro de 2009 pela Sumerian Records. O álbum entrou para a posição 170 na Billboard 200, na 29ª colocação dos Álbuns Independentes e na 4ª colocação dos Top Heatseekers. O disco conseguiu manter-se na 36ª posição da parada Top Heatseekers até o final de julho de 2010.

## Antecedentes e divulgação
O título do álbum é escolhido a partir de uma letra na segunda faixa "The Final Episode (Let's Change the Channel)", onde a linha relevante no refrão diz "Just stand up and scream, the tainted clock is counting down" (Apenas levante-se e grite, o relógio está regredindo).
Seis das faixas apresentadas no álbum foram lançadas anteriormente digitalmente através das contas MySpace e PureVolume da banda. Estas incluem "Nobody Don't Dance No More", "The Final Episode (Let's Change the Channel)", "A Candlelit Dinner with Inamorta", "Not the American Average", "A Single Moment of Sincerity" e "I Was Once, Possibly, Maybe, Perhaps, a Cowboy King". Ao serem baixadas, as tags ID3 exibiam Demo ou Demo 2008 como o álbum referente às músicas. Há alterações tanto sutis quanto mais perceptíveis em todas as músicas lançadas no álbum em comparação com aquelas lançadas digitalmente em 2008.
A música "Hey There Mr. Brooks" é escrita como uma homenagem ao filme Mr. Brooks. Suas letras apresentam várias referências a cenas do filme.

## Videoclipes
Em setembro de 2009, Asking Alexandria gravou seu primeiro videoclipe para a música "The Final Episode (Let's Change the Channel)". No vídeo, os músicos tocam em uma espécie de galpão escuro, vestidos de preto. Também é mostrada uma mesa, na qual está um copo com água. Ao longo do vídeo, o copo gradualmente se move para a beirada da mesa e, finalmente, cai e se quebra no final.
Em 2010, o videoclipe de "A Prophecy" foi lançado. Foi filmado inteiramente em Los Angeles durante a turnê principal da banda, "Welcome to the Circus", entre as datas da turnê. Apresenta a banda tocando em um beco escuro durante uma chuva forte e corta entre cenas dos músicos tocando em conjunto e uma mulher caindo em uma piscina. Há também uma cena do baterista James Cassells cuspindo fogo no final, antes da última parte intensa da música.
Em 2010, Asking Alexandria gravou um vídeo de performance de "If You Can't Ride Two Horses at Once... You Should Get Out of the Circus" no Chain Reaction em Long Beach, Califórnia. Este vídeo está incluído em seu EP, Life Gone Wild.
Durante a turnê 'Epicenter 2011', Asking Alexandria gravou um vídeo de performance para "Not the American Average".

## Composição e estilo
O grande diferencial no estilo deste álbum é a presença de sintetizadores e batidas eletrônicas que entram em contraste com o peso do metalcore, com o uso constante de quebras (breakdowns) combinando com os vocais gritados e guturais do vocalista Danny Worsnop. Em parte, fora por causa deste diferencial que o Asking Alexandria tenha ganhado um grande destaque logo na primeira semana de lançamento do álbum.
Shawn Milke, vocalista da banda Alesana, faz uma participação com vocais limpos na faixa "Hey There Mr. Brooks"

## Recepção
| Críticas profissionais | Críticas profissionais |
| Avaliações da crítica  | Avaliações da crítica  |
| Fonte                  | Avaliação              |
| ---------------------- | ---------------------- |
| Allmusic               | [ 6 ]                  |
| Sputnikmusic           | [ 6 ]                  |
| AbsolutePunk           | (84%)                  |
| Shred News             | [ 8 ]                  |

O website AllMusic criticou as faixas do álbum, descrevendo-as como "sem identidade e não memoráveis".

## Faixas
| N.º            | Título                                                                     | Duração |  |
| 1.             | "Alerion"                                                                  | 2:14    |  |
| 2.             | "Final Episode (Let's Change the Channel)"                                 | 4:02    |  |
| 3.             | "A Candlelit Dinner with Inamorta"                                         | 4:03    |  |
| 4.             | "Nobody Don't Dance No More"                                               | 4:00    |  |
| 5.             | "Hey There Mr. Brooks" (com Shawn Milke de Alesana)                        | 4:09    |  |
| 6.             | "Hiatus"                                                                   | 1:45    |  |
| 7.             | "If You Can't Ride Two Horses at Once... You Should Get Out of the Circus" | 3:45    |  |
| 8.             | "A Single Moment of Sincerity"                                             | 3:52    |  |
| 9.             | "Not the American Average"                                                 | 4:42    |  |
| 10.            | "I Used to Have a Best Friend (But then He Gave Me an STD)"                | 4:06    |  |
| 11.            | "A Prophecy"                                                               | 3:33    |  |
| 12.            | "I Was Once, Possibly, Maybe, Perhaps a Cowboy King"                       | 3:41    |  |
| 13.            | "When Everyday's the Weekend"                                              | 4:23    |  |
| Duração total: | Duração total:                                                             | 46:15   |  |

## Créditos

### Banda
- Danny Worsnop - Vocal principal, teclados, programação
- Ben Bruce - Guitarra solo, vocal de apoio, teclados, programação, co-vocal principal nas faixas 8 e 9
- Cameron Liddell - Guitarra rítmica
- Sam Bettley - Baixo
- James Cassels - Bateria

### Músicos adicionais
- Shawn Milke (de Alesana) - vocais limpos em "Hey There Mr. Brooks"

### Produção
- Joey Sturgis - Produção, masterização de áudio e mixagem.
- Phill Mamula - Design gráfico e fotografia.
- RED Distribution - Distribuição